# بيتزيت

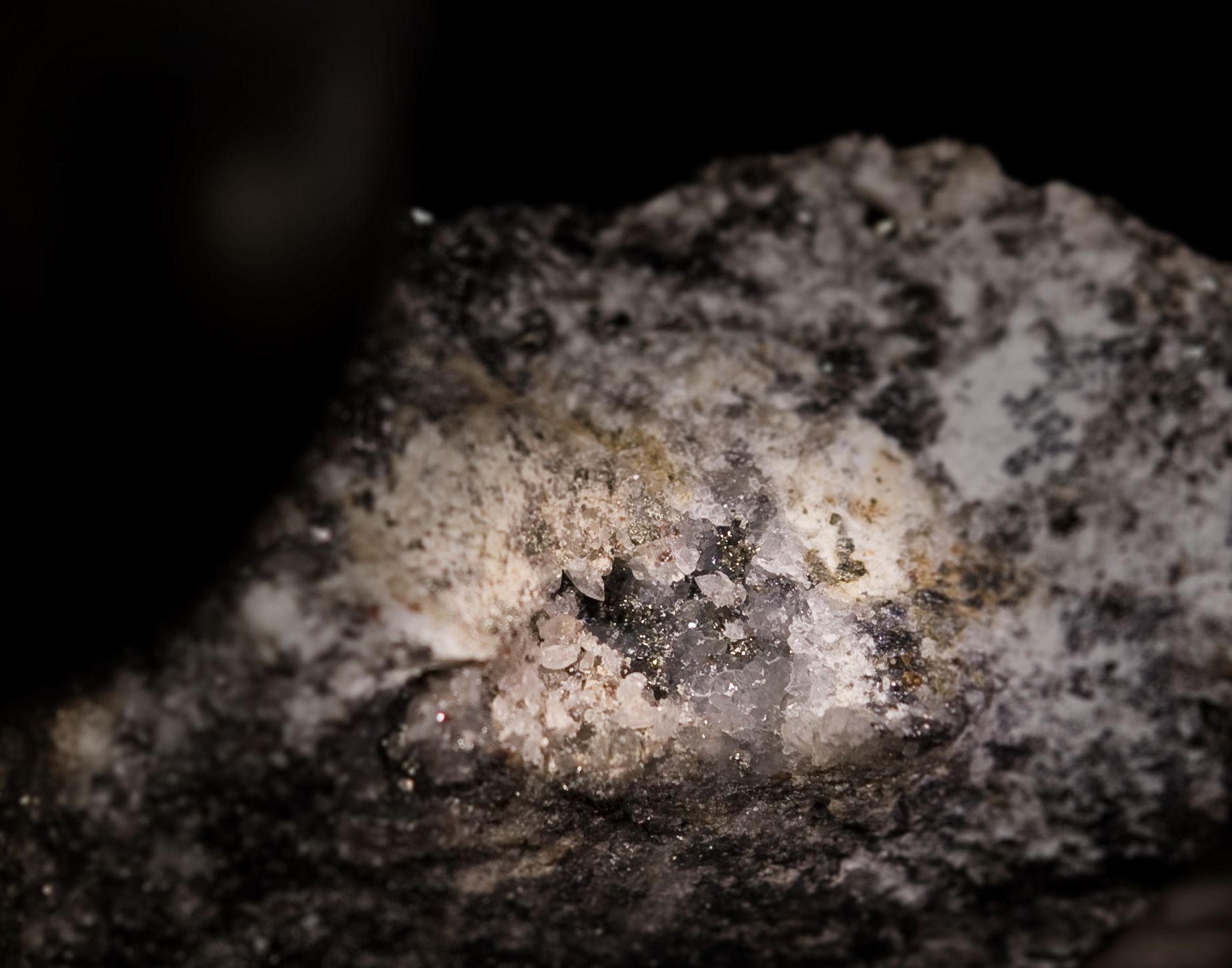
بيتزيت

بيتزيت (Petzite) هو معدن من معادن التيلوريدات يتكون من عناصر الذهب والفضة والتيلوريوم، بحيث له الصيغة العامة Ag3AuTe2؛ كما يمكن أن يختلط مع عناصر أخرى.
البيتزيت معدن له لون رمادي فولاذي، ويكثر وجوده في أماكن النشاط الحرمائي؛ وهو يتبع في بنيته نظام بلوري مكعب.
اكتشف المعدن أول مرة سنة 1845 في منجم في مقاطعة ترانسيلفانيا في رومانيا من قبل عالم المعادن الألماني فلهيلم كارل ريتر فون هايدنغر Wilhelm Karl Ritter von Haidinger، والذي أعطى شرف نسبة المعدن إلى الكيميائي W. Petz الذي ساعده في إجراء عملية تحليل البنية.
يتواجد المعدن مختلطاً في الطبيعة مع معادن التيلوريدات أو الكبريتيدات الأخرى.